# گچین (ارزوئیه)
گچین، روستایی در دهستان صوغان بخش صوغان شهرستان ارزوئیه در استان کرمان ایران است.

## جمعیت
بر پایه سرشماری عمومی نفوس و مسکن در سال ۱۳۹۵، جمعیت این روستا برابر با ۸۳۲ نفر (۲۱۸ خانوار) بوده‌است.